# Dicheros roepstorffi
Dicheros roepstorffi är en skalbaggsart som beskrevs av Wood-mason 1876. Dicheros roepstorffi ingår i släktet Dicheros och familjen Cetoniidae. Inga underarter finns listade i Catalogue of Life.